# Eremophila biserrata
Eremophila biserrata là một loài thực vật có hoa trong họ Huyền sâm. Loài này được Chinnock mô tả khoa học đầu tiên năm 1979.